# Babakin (cratera marciana)
Babakin é uma cratera marciana. Tem como característica 78 quilômetros de diâmetro. O seu nome é em homenagem a Georgy Babakin, um engenheiro soviético que trabalhou no programa espacial soviético.